# Paris-Roubaix 2011
Paris-Roubaix 2011 a fost ediția 109 a cursei clasice de ciclism Paris-Roubaix. Cursă de o zi. S-a desfășurat pe data de 10 aprilie 2011 pe distanța de 258 km.

## Echipe participante
Au fost invitate 25 de echipe cu câte 8 cicliști, în total 200 sportivi. Acestea sunt:
| - Belgia Omega Pharma-Lotto Quick Step - Danemarca Team Saxo Bank-SunGard - Franța Ag2r-La Mondiale Bretagne-Schuller Cofidis Europcar FDJ Saur-Sojasun - Germania Team NetApp - Italia Lampre-ISD Liquigas-Cannondale - Kazahstan Astana | - Luxemburg Leopard Trek - Olanda Skil-Shimano Rabobank Vacansoleil-DCM - Rusia Team Katusha - Spania Euskaltel-Euskadi Team Movistar - SUA BMC Racing Team Garmin-Cervélo HTC-Highroad Team RadioShack - Marea Britanie Team Sky |

## Rezultate
|    | Ciclist                   | Echipă          | Timp       |
| -- | ------------------------- | --------------- | ---------- |
| 1  | Johan Vansummeren (BEL)   | Garmin-Cervélo  | 6h 07' 28" |
| 2  | Fabian Cancellara (SUI)   | Leopard-Trek    | + 19"      |
| 3  | Maarten Tjallingii (NED)  | Rabobank        | + 19"      |
| 4  | Grégory Rast (SUI)        | Team RadioShack | + 19"      |
| 5  | Lars Bak (DEN)            | HTC-Highroad    | + 21"      |
| 6  | Alessandro Ballan (ITA)   | BMC-Racing Team | + 36"      |
| 7  | Bernhard Eisel (AUT)      | HTC-Highroad    | + 47"      |
| 8  | Thor Hushovd (NOR)        | Garmin-Cervélo  | + 47"      |
| 9  | Juan Antonio Flecha (ESP) | Team Sky        | + 47"      |
| 10 | Mathew Hayman (AUS)       | Team Sky        | + 47"      |